# Тверді форми
Тверді строфічні форми — сталі віршові форми, які характеризуються визначеним обсягом та будовою строфи.
Поняття про тверду форму склалося в літературознавстві стосовно клішированих пісенних форм у французькій поезії і музиці XIV — першої половини XV століть: це балада, віреле і рондо. У широкому сенсі до твердих форм відносять також локальні різновиди віреле XIV—XVI століть: італійську баллату, іспанську кантигу, англійську carol XV століття, іспанські пісні XVI століття вільянсико і кансьон (пісня італійською та іспанською мовою), італійську пісню XVI в. бардзелетту (див. фротола) і деякі інші.
Від твердих форм прийнято відрізняти строфи зі стійким набором просодичних характеристик, які проте дозволяють вільне комбінування і множення в межах тексту. У той же час усталені строфи здатні автономізуватись і перетворюватися у тверду форму (див. Онєгінська строфа), і навпаки, усталені тверді форми можуть функціонувати як строфи в текстах більш складної структури, в тому числі також є твердими формами (див. Вінок сонетів).
Багато сонетів, октав, терцин, рондо Максима Рильського є своєрідними (класичними) зразками в українській мові.